# Hans-Heinrich Reckeweg
Hans-Heinrich Reckeweg (ur. 9 maja 1905 w Herford, zm. 13 czerwca 1985 w Baden-Baden) – niemiecki lekarz praktykujący homeopatię, twórca pseudonaukowej homotoksykologii.
Homeopatią zainteresował się w czasie studiów. W 1928 zdał egzaminy państwowe. Do 1932 roku pracował w szpitalu w Hamburgu. Po ślubie wyjechał do Berlina i w roku 1936 założył Biologische Heilmittel Heel GmbH (Heel). Prowadził sprzedaż swoich preparatów i w ten sposób zdobywał fundusze na rozwój. Wziął udział w II wojnie światowej, przebywał w obozie jenieckim. Przez krótki czas mieszkał w Triberg im Schwarzwald. W 1954 roku przeniósł się do Baden-Baden. Wydał książkę Homotoxine und Homotoxikosen - Grundlagen einer Synthese der Medizin. Od 1962 wydawał „Homotoxinjournal”. W roku 1979 przeprowadził się do Albuquerque, stworzył tam Biological Homeopathic Industries (BHI) gdzie rozpoczął produkcję lekarstw homeopatycznych w postaci tabletek.

## Poglądy medyczne
Hans-Heinrich Reckeweg "zintegrował" medycynę konwencjonalną, naukę i technologię z homeopatią i nazwał ją Homotoksykologią, która to wyjaśnia jak organiczne i fizjologiczne reakcje na toksyny powodują choroby organizmu. Toksyczne reakcje powodują przeładowania ustroju które objawiają się najczęściej na powierzchni ciała. Reckeweg ukuł pojęcie homotoksyna, oznaczające wszystkie substancje które są toksyczne dla człowieka. Homotoksyny usuwane są przez organizm na wszelki możliwy sposób, służą do tego układy wydalnicze (włącznie ze skórą i płucami) jak i reakcje.
Hans-Heinrich Reckeweg opisał fazy, w których ciało ma do czynienia z toksynami:
- Eliminacja toksyn (Faza humoralna) 	
  - Pierwsza faza – faza wydalania (sekrecja)
  - Druga faza – faza reakcji (zapalenie)
- Odkładanie toksyn (Faza macierzy) 	
  - Trzecia faza – faza depozycji (odkładanie)
  - Czwarta faza – faza impregnacji
- Trwałe uszkodzenia (Faza komórkowa)
  - Piąta faza – faza degeneracji
  - Szósta faza – faza dedyferencjacji (przebudowa).

Faza wydalania polega na eliminacji toksyn przez wrota. W fazie reakcji organizm używa zapalenia do usunięcia toksyn. W trakcie depozycji organizm magazynuje i stara się dezaktywować toksyny. Począwszy od czwartej fazy to według Reckewega stan w którym dochodzi do nieodwracalnych uszkodzeń.